# 7208 Ashurbanipal
7208 Ashurbanipal eller 2645 P-L är en asteroid i huvudbältet som upptäcktes den 24 september 1960 av den nederländsk-amerikanske astronomen Tom Gehrels och det nederländska astronomparet Ingrid van Houten-Groeneveld och Cornelis Johannes van Houten vid Palomarobservatoriet. Den är uppkallad efter den assyriske kungen Ashurbanipal.
Asteroiden har en diameter på ungefär 5 kilometer.